# حسن الحسيني
حسن الحسيني (ولد 1396 هـ / 1976 م) شيخ بحريني من أهل السنة والجماعة، وأهل العلم والدعوة. شافعي المذهب، حافظ لكتاب الله، له نشاط إعلامي وقدَّم عددًا من البرامج التلفازية، وله عناية بالإجازات القرآنية والحديثية.

## سيرته
ولد حسن الحسيني ابن الشيخ المقرئ المحدِّث محمد سعيد فقير الهَرَوي الحسيني الأفغاني البحريني في مكة المكرمة، يوم الاثنين 27 شعبان 1396هـ الموافق 23 أغسطس (آب) 1976م. وهو بحريني الجنسية من أصول أفغانية، ومن سكَّان المحرق بمملكة البحرين. يرجع نسبه إلى الحسين بن علي بن أبي طالب.
حصل على شهادة التعليم الابتدائي والإعدادي والثانوي من المعهد الديني الأزهري بمملكة البحرين، وحفظ القرآن وأتقن التجويد. ثم حصل على الإجازة (بكالوريوس) من كلية الشريعة في جامعة الإمام محمد بن سعود، فرع الإمارات، وعلى شهادة (ماجستير) في التاريخ والفكر الإسلامي في موضوع تاريخ البحرين، وعلى شهادة الدكتوراه في تخصُّص الحديث النبوي في موضوع عن أهل البيت والصحابة. وهو حاصل على إجازات في القرآن والحديث وبعض المتون العلمية.
وعضو مجلس إدارة جمعية العائلة البحرينية والاجتماعية وأحد مؤسسيها، وعضو مجلس إدارة جمعية الآل والأصحاب، وهي جمعية تُبرز العَلاقة الحسنة بين الصحابة وآل البيت.

## برامجه
- مسلسل الإمام أحمد بن حنبل.
- برنامج المسيح والعذراء مع الشيخ محمد العريفي.
- برنامج وصف الجنة.
- كما أشرف شرعيًا وتاريخيًا على المسلسل التاريخي الحسن والحسين.
- برنامج أيام الصدِّيق.
- برنامج أيام عمر.
- برنامج أيام الحسن والحسين.
- برنامج الطريق إلى كربلاء، مع الشيخ نبيل العوضي.
- سبائك البخاري.
- القصيدة اللامية.
- خلاصة التفسير (سورة البقرة).
- خلاصة التفسير (سورة آل عمران).
- خلاصة التفسير (سورة المائدة).
- كتاب الصيام من بلوغ المرام
- الأربعون البخارية.